# Plaxiphora integra
Plaxiphora integra är en blötdjursart som först beskrevs av Is. Taki 1953.  Plaxiphora integra ingår i släktet Plaxiphora och familjen Mopaliidae. Inga underarter finns listade i Catalogue of Life.